# Псевдо-Дионисий Ареопагит
Псе́вдо-Диони́сий Ареопаги́т — неизвестный автор сборника (корпуса) богословских сочинений на греческом языке, получившего название «Ареопагитики», «Ареопагитик», «Ареопагитского корпуса» (лат. Corpus Areopagiticum) и приписывавшегося жившему в I веке н. э. ученику апостола Павла Дионисию Ареопагиту.

## История появления

### Среди монофизитов
Впервые в истории Ареопагитики упомянул один из лидеров миафизитов патриарх Севир Антиохийский на поместном соборе в Тире в 513 году, затем он же цитировал трактат «О божественных именах» в полемике против своего бывшего сторонника, ещё одного еретика Юлиана Галикарнасского (после 518 года). В 531—533 годах последователи Севира ссылались на Псевдо-Дионисия в переговорах с халкидонитами в ходе Константинопольского собеседования. Севирианам оппонировал эфесский епископ Ипатий, который отверг ссылки на Ареопагитский корпус на том основании, что древним авторам (представителям Александрийской школы Афанасию Великому и Кириллу Александрийскому) они известны не были, а потому могут быть подлогом со стороны последователей Аполлинария Лаодикийского. На это ему возражали, что архиепископ Кирилл цитировал Ареопагитики в своих сочинениях против Диодора Тарсийского и Феодора Мопсуестийского.
Примерно в то же время Сергий Решайнский (ум. в 536 году) перевёл корпус на сирийский язык, и этот перевод получил широкое распространение, особенно в монофизитских кругах Древневосточных православных церквей.

### Среди православных
В VI—VII веках появляются многочисленные комментарии (схолии) к Ареопагитикам, составленные Иоанном Скифопольским, Максимом Исповедником и другими авторами. Для средневекового читателя эти схолии под общим авторством Максима Исповедника станут неотъемлемой частью корпуса. Авторитет Максима Исповедника сыграл огромную роль в признании и принятии Ареопагитского корпуса христианской ортодоксией. К концу VI века Ареопагитики становятся известны на Западе. Их цитирует в своих проповедях римский папа Григорий Двоеслов. В 649 году на Латеранском соборе на них опирается в полемике с монофелитами римский папа Мартин I. В послании к VI Вселенскому собору Ареопагитики цитирует папа Агафон. Таким образом, и на Западе, и на Востоке среди богословов утверждается взгляд на Ареопагита, как на бесспорный авторитет. Ссылка на «великого Дионисия» была включена во второе правило VII Вселенского собора.

### На Западе
В 827 году византийский император Михаил Рангаве прислал в подарок Людовику Благочестивому один экземпляр «Ареопагитик». Аббат Хилдуин из Сен-Дени привез из Византии рукописи «Ареопагитик», а Иоанн Скот Эриугена по приказанию Карла Лысого перевел их на латинский язык.

## Авторство
О происхождении сочинений Псевдо-Дионисия Ареопагита и о времени его жизни единой точки зрения до сих пор нет. Так, Хуго Кох на основании параллелей с поздними неоплатониками считает «Ареопагитики» подделкой, относящейся к концу V века. Эту же дату принимает и Отто Барденхевер в своей «Патрологии». Йозеф Штигльмайр старается отождествить «псевдо-Дионисия» с Севером Антиохийским, монофизитом VI века. Критикуя это мнение, Робер Девресс относит составление дионисиевских творений к более раннему времени — до 440 года. Анри Шарль Пюш настаивает на отнесении «Ареопагитик» к концу V века. Преосвященный Афинагор считает Дионисия «псевдо-Ареопагита» учеником Климента Александрийского и отождествляет его с Дионисием Великим, епископом Александрийским (середины III в.); наконец, Сеслас Пера в своей статье «Дионисий Мистик и богоборчество», находит в дионисиевских писаниях влияние каппадокийской школы и пытается приписать их неизвестному ученику св. Василия Великого.
E. Elorduy в 1944 году выдвинул гипотезу о принадлежности Корпуса Ареопагитик греческому философу III века Аммонию Саккасу.
По гипотезе Шалвы Нуцубидзе и бельгийского учёного Эрнеста Хонигмана, автором «Ареопагитик» является грузинский мыслитель V века Пётр Ивер, живший на Ближнем Востоке и в Египте. В 1993 году эта гипотеза была подкреплена новыми аргументами, выдвинутыми бельгийским византинистом Мишелем ван Эсбруком.
Иштван Перцель в 2008 году выдвинул гипотезу, согласно которой автором корпуса был палестинский автор, по своим взглядам близкий к Феодориту Кирскому
В двух различных энциклопедических изданиях: в Православной богословской энциклопедии 1903 года и в Православной энциклопедии 2001 года отрицается принадлежность «Ареопагитик» Дионисию. В первом из них приведены 10 научно-исторических обоснований, подтверждающих мнение о невозможности принадлежности «Ареопагитик» Дионисию. Например, упоминаемое в «Ареопагитиках» пение Символа веры на литургии впервые было введено в 476 году в Антиохии монофизитами, и лишь позднее этот обычай был усвоен православными.
Версия об авторстве для «Ареопагитик» Дионисия находит поддержку среди отдельных представителей Православной церкви, например, у архимандрита Рафаила (Карелина), священника Даниила Сысоева.
Существует попытка отождествить Псевдо-Дионисия с Иоанном Филопоном.
Можно признать, что в настоящее время наиболее разработаны и влиятельны в научной среде гипотеза Нуцубидзе — Хонигмана — Эсбрука и гипотеза Перцеля. Сторонники первой гипотезы обосновывают её параллелями между фрагментами корпуса и известными эпизодами из биографии Петра Ивера. Гипотеза Перцеля основывается на обнаруженных параллелях между текстами Ареопагитик и текстами Феодорита Кирского. В то же время нельзя признать, что имеющиеся аргументы в поддержку обеих версий являются решающими.

## Содержание корпуса
К настоящему времени сохранились следующие труды: «О божественных именах», «О мистическом богословии», «О небесной иерархии», «О церковной иерархии» и «Десять писем к разным лицам». Также автор упоминает 7 трактатов, о которых нет больше никаких других известий. Ещё три сочинения приписывались Псевдо-Дионисию ошибочно.

### О небесной иерархии
В трактате «О небесной иерархии» (греч. Περὶ τῆς οὐρανίου ἱεραρχίας) даётся позитивный очерк свойств Бога, тем самым произведение можно считать образцом катафатического богословия. Автор придерживается так называемого александрийского мировоззрения, согласно которому мир организован по иерархическому принципу: в нём есть ступени, определяемые степенью близости к Богу. Псевдо-Дионисий первым в христианском богословии создал подробную и продуманную классификацию ангелов. Хотя она недостаточно чётко соответствует сложному и запутанному миру ангелов Ветхого Завета, метод организации ангельской иерархии через триады (с одновременной апелляцией к Троице) открывал путь к примирению с христианством неоплатоников. Впрочем, аббат Рене Рок (фр. René Roques) усматривал связь иерархии с герметизмом, а мистик Роберт Фладд составлял таблицы соответствия между ангельскими чинами и сфирот.
Небесная иерархия Псевдо-Дионисия выглядит так:
| Высшая иерархия  | серафимы   | херувимы  | престолы |
| Средняя иерархия | господства | силы      | власти   |
| Низшая иерархия  | начала     | архангелы | ангелы   |

Классификация ангелов из трактата «О небесной иерархии» была принята последующими богословами (Фомой Аквинским, Григорием Паламой) с незначительными поправками.

### О церковной иерархии
Трактат «О церковной иерархии» (греч. Περὶ τῆς ἐκκλησιαστικῆς ἱεραρχίας) продолжает линию, начатую предыдущим произведением. По мысли автора, церковная иерархия является отражением небесной, поэтому в ней вновь встречаются триады. По версии ряда комментаторов, набор триад выглядит следующим образом:
| Таинства    | крещение (посвящение) | евхаристия (собрание) | елеопомазание |
| Посвящающие | епископы              | пресвитеры            | диаконы       |
| Посвящаемые | монахи                | миряне                | оглашенные    |

В то же время большинство комментаторов считает, что таинства не являются частью церковной иерархии Псевдо-Дионисия. Дело в том, что в трактате описаны 6 таинств (то есть две триады): помимо уже перечисленных, это также рукоположение, пострижение и погребение. Логично, что количество церковных чинов также равно двум триадам. Это обстоятельство побудило Никиту Стифата добавить в XI веке ещё одну триаду — патриархов, митрополитов и архиепископов.
Необходимость церковной иерархии автор обосновывает тем, что степени посвящения различаются доступным объёмом божественного откровения. Тем самым религиозные обряды сближаются у Псевдо-Дионисия по своему смыслу с древнегреческими мистериями. Впрочем, по мнению Г. В. Флоровского, писатель намеренно употребил приём сближения, чтобы противопоставить «истинное» христианское богослужение «мнимым» языческим таинствам.

### О божественных именах
Трактат «О божественных именах» (греч. Περὶ θείων ὀνομάτων) выступает мостом между катафатическим и апофатическим богословием. С одной стороны, автор перечисляет множество имён Бога: Добро, Свет, Красота, Любовь, Сущий и так далее. При этом Псевдо-Дионисий не претендует на оригинальность, заявляя, что только раскрывает мысли Иерофея Афинского. Помимо традиционных библейских источников, комментаторы находят в перечисленных именах влияние платоновского «Парменида», триады Плотина, «Первооснов теологии» Прокла, гимнов Ефрема Сирина.
С другой стороны, писатель утверждает, что Бог выше всех своих многочисленных имён, то есть выше любого знания, абсолютно трансцендентен. В этом вопросе он порывает с неоплатонизмом. Неоплатоники считали, что человек способен познать Бога через очищение от грехов (катарсис), следовательно, для них трансцендентность Бога относительна. А для Псевдо-Дионисия даже обожение не даёт человеку возможности познать сущность Бога. Познание Бога возможно лишь в тех случаях, когда тот сам открывается человеку (благодать). Марсилио Фичино видел параллелизм между трансцендентностью Бога в Ареопагитиках и герметическим трактатом «Асклепий», где говорится, что у Бога нет имени, и любое имя есть имя Бога.
Идею абсолютной непознаваемости Бога позже разделяли Иоанн Дамаскин и Григорий Палама.

### О мистическом богословии
В коротком трактате «О мистическом (таинственном) богословии» (греч. Περὶ μυστικῆς θεολογίας) сформулированы концепции Божественного мрака и апофатического (отрицательного) богословия. Поскольку Бог является демиургом, то по отношению к своему творению он выступает как абсолют по отношению к относительному. Для сотворённого Богом мира его создатель пребывает во мраке незнания. По отношению к Богу слово «мрак» используется в Библии: «и мраком покрыл Себя» (2 Цар. 22:12, Пс. 17:12), «Моисей вступил во мрак, где Бог» (Исх. 20:18). Проще всего развеять мрак незнания, если отсекать от понятия Бога те определения, которые ему не присущи. В качестве примера Псевдо-Дионисий приводит работу скульптора, который высекает статую из бесформенного куска мрамора.
Несмотря на то, что Бог сам решает, когда и в каком объёме открыться человеку, от последнего требуются встречные усилия. Они включают в себя два приёма, которые удостоились у С. Н. Булгакова определения «эротической гносеологии». На первом этапе всё-таки необходим упоминаемый неоплатониками катарсис, только у Псевдо-Дионисия речь идёт не о психологическом очищении, а об онтологическом: душе следует абстрагироваться ото всех образов, чувственных и умственных. На втором этапе требуется войти в состояние религиозного экстаза, содержание которого близко к экстазу любовному. Подобно тому, как эрос невозможно держать при себе — он всегда вырывается наружу и направлен на кого-то другого — так и душа, вдохновлённая любовью к Богу, «выходит из себя» и устремляется к недостижимому объекту своего желания.
Концепция Божественного мрака вдохновляла мистиков эпохи Возрождения. Под её влиянием написан трактат «Облако неведения» (1375 год) и сочинения Николая Кузанского об учёном незнании, оказавшие в свою очередь влияние на Марсилио Фичино.

## Значение
Ареопагитики завершили тенденцию проникновения в христианство неоплатонизма, начатую Григорием Богословом и Григорием Нисским. Находясь под влиянием Прокла, их автор первым провёл систематическое воззрение на христианское богослужение как на систему символов и священнодействий, служащих таинственным выражением скрытых и возвышенных идей.
В течение всех средних веков Псевдо-Дионисий Ареопагит оставался одним из самых сильных и уважаемых авторитетов для представителей всех богословских школ и направлений. На Востоке заметно влияние Ареопагитик на Иоанна Дамаскина, Симеона Нового Богослова, Никиту Стифата и даже на Шота Руставели. Во время паламитских споров на авторитет Псевдо-Дионисия Ареопагита ссылаются все стороны полемики. На Западе под влиянием Псевдо-Дионисия находятся Иоанн Скотт Эриугена, Альберт Великий, Бонавентура, Николай Кузанский, Пико делла Мирандола и множество других христианских авторов. В «Сумме теологии» Фомы Аквинского насчитывают 1700 цитат из Ареопагитик.

### Полные издания корпуса на русском языке
- Корпус Ареопагитикум // Восточные отцы и учители церкви V века: Антология / Сост., биогр. и библиогр. Илариона (Алфеева). — М.: МФТИ, 2000. — 416 с. — (Памятники святоотеческой письменности). — ISBN 5-89155-057-1.
- Дионисий Ареопагит. Сочинения. Толкования Максима Исповедника / Пер. и пред. Г. М. Прохорова. — СПб.: Алетейя; Изд-во Олега Абышко, 2002. — 854 с. — (Византийская библиотека. Источники). — ISBN 5-89329-522-6.

### Отдельные издания на русском языке
- О небесной иерархии
  - Святого Дионисия Ареопагита о небесной иерархии, или священноначалии / Пер. Моисея (Гумилевского). — 1-е изд. — М.: Тип. Комп. типографич., 1786. — 107 с.
  - Святого Дионисия Ареопагита о небесной иерархии. — 5-е изд. — М.: Синодальная Типография, 1893. — 64 с.
  - Святого Дионисия Ареопагита о небесной иерархии. — 6-е изд. — М.: Синодальная Типография, 1898. — 63 с.
  - Макаров А. И., Мильков В. В., Смирнова А. А. Трактат «О небесной иерархии» // Древнерусские Ареопагитики. — М.: Кругъ, 2002. — С. 223—286. — 589 с. — (Памятники древнерусской мысли). — 1,500 экз. — ISBN 5-7396-0374-9.
- О церковной иерархии
  - Святого Дионисия Ареопагита о церковном священноначалии / Пер. Моисея (Гумилевского). — 1-е изд. — М.: Тип. Комп. типографич., 1787. — XVI, 142 с.
- О божественных именах
- О мистическом богословии
  - Послание к Тимофею Святого Дионисия Ареопагита. О таинственном богословии (перевод Л. Н. Лутковского) // Историко-философский ежегодник : журнал. — М.: Наука, 1991. — № 90. — С. 220. — ISBN 5-02-008044-6.
  - Святой Дионисий Ареопагит. О таинственном богословии (перевод В. В. Бибихина) // Историко-философский ежегодник : журнал. — М.: Наука, 1991. — № 90. — С. 227. — ISBN 5-02-008044-6.
  - Мистическое богословие [сб. на основании соч. Дионисия Ареопагита]. — Киев : Христиан. благотвор.-просвет. ассоц. «Путь к истине», 1991. — 390, [2] с.
  - Макаров А. И., Мильков В. В., Смирнова А. А. Трактат «О таинственном богословии» // Древнерусские Ареопагитики. — М.: Кругъ, 2002. — С. 287—298. — 589 с. — (Памятники древнерусской мысли). — 1,500 экз. — ISBN 5-7396-0374-9.
- Письма к разным лицам
  - Письма к разным лицам // Христианское чтение : журнал. — СПб.: Санкт-Петербургская духовная академия, 1825. — № 19. — С. 239—266.